# Croton draconopsis
Espèce
Croton draconopsis est une espèce de plantes à fleurs du genre Croton et de la famille des Euphorbiaceae, présente en République démocratique du Congo et en Angola.
Il a pour synonymes :
- Croton draconoideus, St.-Lag., 1880
- Oxydectes draconopsis, (Müll.Arg.) Kuntze